# 佐藤ありさ
佐藤 ありさ（さとう ありさ、1988年9月20日 - ）は、日本の女性ファッションモデル、タレント、お天気キャスター。
北海道出生、千葉県出身。スターダストプロモーション所属。夫は元プロサッカー選手の長谷部誠。

## 略歴
2005年、女子中高生向けファッション雑誌『Seventeen』のオーディションで「ミスセブンティーン2005」に選ばれ、同誌専属モデルとして活動を開始する。
2008年12月、テレビドラマ『LOVE17』（メ〜テレ）でドラマ初出演にして初主演を果たす。
2010年3月発売の『Seventeen』4月号で同誌を卒業。同年4月より『non-no』のモデルとして活動する。
2010年4月から2015年3月まで『Going!Sports&News』にお天気キャスターとしてレギュラー出演していた。2011年6月に発表された『第7回好きなお天気キャスターランキング』で9位にランクインした。
2013年10月にジーアールプロモーションからスターダストプロモーションへ移籍。
2014年7月発売の『non-no』9月号で同誌を卒業。その後は『MORE』のモデルとして活動する。
2016年7月9日にプロサッカー選手の長谷部誠と結婚。2017年7月に第1子女児を出産した。出産から2カ月後、夫の所属チームの本拠地があるドイツに移住。2021年に第2子男児を出産した。

## 人物
- 姉と兄がいる[2]。
- 趣味は、ドラムと買い物・音楽鑑賞。
- 特技は、バイオリンと長距離走・書道。
- 憧れの芸能人は、モデルで女優の香里奈。
- チワワを飼っており、名前は「くぅちゃん」という[12][13]。2010年9月12日生まれ。

ファッション系
- メンズのセーターをニットワンピースとして着ることもある[14]。

スポーツ系
- 自身がレギュラーを勤めていた『Going!』の企画で野球知識検定の資格を取る企画があり、これに見事に合格し、野球知識検定6級を所持することとなった[15]。
- UCサンプドリア所属の吉田麻也とは親交があり、お互いのブログに登場することもある。2011年12月21日付の吉田のブログには「今回のCWC（クラブワールドカップ）、僕的MVPは...佐藤ありさちゃん!」と綴られており、その理由は「サッカーアースでの僕の似顔絵が以前に比べてかなり似てる!」というものだった[16]。

### 交友関係
桐谷美玲
- 『セブンティーン』モデル時代からの親友。
- お互いに仕事が忙しいため頻繁には会えないが、時間が合った際には2人で食事などに行き弾丸トークをするという。お互いのブログに、2人のエピソードや写真が掲載されることも度々ある。
- 2012年3月号からは、桐谷も『non-no』のレギュラーモデルになるため、当雑誌で再び共演することとなる。

Going!
- 元日本テレビアナウンサーで『Going!Sports&News』で約1年半共演していた森麻季とは『non-no』のクッキング連載でも一緒だったため仲が良かった。
- 『Going!』報道キャスターの原聡子とも仲が良い[17]。
- 2011年12月17日より『Going!』キャスターになった日本テレビアナウンサーの徳島えりかとは1988年生まれの同い年で誕生日は10日違い。（佐藤の方が10日遅い）

Seventeen・non-no
- 『non-no』レギュラーモデルの田中美保とも親交があり、憧れの存在である[18]。
- 元『non-no』レギュラーモデルで、現在『MORE』や『Steady.』『Sweet』でモデルを務める矢野未希子のことを「みっこちゃん」と慕い可愛がられている。
- 『non-no』モデルの七菜香・本田翼・岸本セシル・大政絢・水沢エレナ・野崎萌香らとも仲が良い。
- 『non-no』などでモデルを務める佐々木希のことを「優しいモデルの先輩」と語っている。ごくまれにブログに登場することがある。
- 『ViVi』モデルの大石参月とはセブンティーン時代から仲が良い[19]。

アスリート
- 前述のとおり、ドイツ1部リーグ（ブンデスリーガ）・シャルケ04に所属していた内田篤人、リーグ・アン(フランス)・ストラスブールの川島永嗣、セリエA・サンプドリア所属の吉田麻也と親交がある。
- レスリングの吉田沙保里とも親交がある。

### エピソード
Going!
- サムライブルーのレプリカユニフォームを持っている。背番号は佐藤の誕生日にちなんで「20」で、背中の名前は「ARISA」[20][21]。2010年のクラブワールドカップの時期には、『Going!Sports&News』でクラブワールドカップのコーナーを担当し、その際番組内で度々着用していた。
- 『Going!Sports&News』で似顔絵をスケッチブックに描いたり[22]スポーツ選手のモノマネを披露することがある。

## 出演

### テレビ番組
- 月刊サッカーアース（2010年9月 - 2012年7月、日本テレビ）
- LQ〜女をアゲる30分〜（2008年4月 - 7月、日本テレビ）
- 恋ふぁく〜みんなで恋しよ!ケータイ小説FACTORY〜（2008年7月29日 - 、メ〜テレ）
- TOYOTAプレゼンツ FIFAクラブワールドカップジャパン2011 ハイライト（2011年12月8日 - 17日、日本テレビ） - クラブ世界一サポーター
- めざましテレビ 「MOTTOいまドキ!」（2008年3月 - 2012年3月、フジテレビ）[23]
- non-no TV（2010年10月2日 - 2012年3月17日、BS-TBS）
- Going!Sports&News（2010年4月3日 - 2015年3月29日、日本テレビ） - お天気キャスター

### CM
- アフラック EVER HALF
- アフラック NO.1キャンペーン
- 永谷園 わさび茶漬け（2007年）
- デル（2007年）
- ソニー損害保険（2007年 - 2009年）
- 東京ディズニーリゾート「Let's！春キャン!」（2008年） - STモデルの4人（有末麻祐子・赤谷奈緒子・南條有香・佐藤ありさ）で出演
- 日本オプティカル Heart up（2008年）
- イー・モバイル「CMショッピング」篇（2009年10月30日 - ）
- ロート製薬
  - もぎたて果実（2011年 - ）
  - リップベビー（2012年 - ）
- 花王 ケープ3Dエクストラキープ（2014年 - ）
- 名古屋鉄道 MEITETSU μ's Card（2014年 - ）

### ラジオ
- ありさのあした（STARdigio 400ch） - メインパーソナリティ

### PV
- 嵐「アオゾラペダル」（2006年）
- キマグレン「リメンバー」（2010年）
- WaT「君が僕にKissをした」（2010年）[24]
- 安田奈央「雨フル 〜悲しみはきっといつの日か〜」（2012年）

### テレビドラマ
- LOVE17（2008年12月28日、メ〜テレ） - 主演・北条春陽 / 緒方千春 役
- 結婚同窓会 〜SEASIDE LOVE〜（2012年7月13日 - 8月17日、フジテレビTWO） - 嶺沢悠姫 役
- メ～テレ50周年特別番組4夜連続放送「名古屋行き最終列車」（2012年12月17日 - 20日、メ～テレ）

### 映画
- リメンバーホテル（2010年）- 山内絵梨 役
- ストロボ・エッジ（2015年）- 是永麻由香 役
- 東京PRウーマン（2015年）- 栗田美晴 役
- ボクの妻と結婚してください。（2016年） - 清瀬モモ 役

### 劇場アニメ
- ONE PIECE FILM GOLD（2016年） - キルコ 役[25]

### サポーター・キャラクター
- TOYOTAプレゼンツ FIFAクラブワールドカップジャパン（2010・2011年）クラブ世界一サポーター
- 西川リビング（2011年）[26]

### 受賞歴
- ミスセブンティーン2005（2005年）
- 第7回好きなお天気キャスターランキング9位（2011年）
- 第8回好きなお天気キャスターランキング6位（2012年）
- 第9回好きなお天気キャスターランキング4位（2013年）

## 書籍

### 著書
- Love call（2013年5月18日、集英社）ISBN 978-4087806816

### 雑誌
- セブンティーン（2005年 - 2010年、集英社） - 専属モデル
- non-no（2010年 - 2014年、集英社） - 専属モデル
週刊プレイボーイ、MEN'S NON-NOなどの男性誌にも不定期に登場している。いずれも上記女性誌の「副業」としての位置づけ。
- MORE（集英社）

### カバーモデル
- ピンキー文庫「メガロポリス203号室―記憶の欠片―」（著：みゆ、2012年4月25日、集英社）